# Лажани
Лажани (макед. Лажани, босн. Lažani, алб. Llazhan) — село в Северной Македонии, в общине Долнени Пелагонийского региона страны.
Село расположено в котловине Пелагония в долине Прилепско-Поле, к северо-западу от города Прилеп.

## История
В XIX веке село было населённым пунктом в Османской империи (Прилепская каза), 1873 году в «Этнографии вилаетов Адрианополь, Монастырь и Салоники», изданной в 1878 году в Константинополе, упоминается о 175 мусульманах, 149 болгарах и 107 цыганах населявших село Лаяни. В 1900 году здесь проживали: болгары-христиане — 120 чел., болгары-мусульмане (помаки, торбеши) — 320 чел. и цыгане — 200 чел. В 1905 году 120 жителей села Лежани были прихожанами церкви Болгарской екзархии. На этнической карте северо-западной Македонии 1929 года, приведённой Селищевым А. М., Лажани обозначены как село с болгарским и цыганским населением.

## Население
По результатам переписи 2021 года население села — 1755 жителя, из них:
- босняки — 901;
- турки — 377;
- македонцы — 264;
- албанцы — 153;
- другие — 60.

## Социально значимые объекты
В селе есть восьмилетняя школа «им. Мирче Ацева» и амбулатория.

## Культура и спорт
В селе проводится фестиваль народной песни «Златен глас».
В Лажани есть футбольный клуб «Слога».